# Point Walter
Koordináták: d. sz. 32° 00′ 40″, k. h. 115° 47′ 12″32.011200°S 115.786600°E

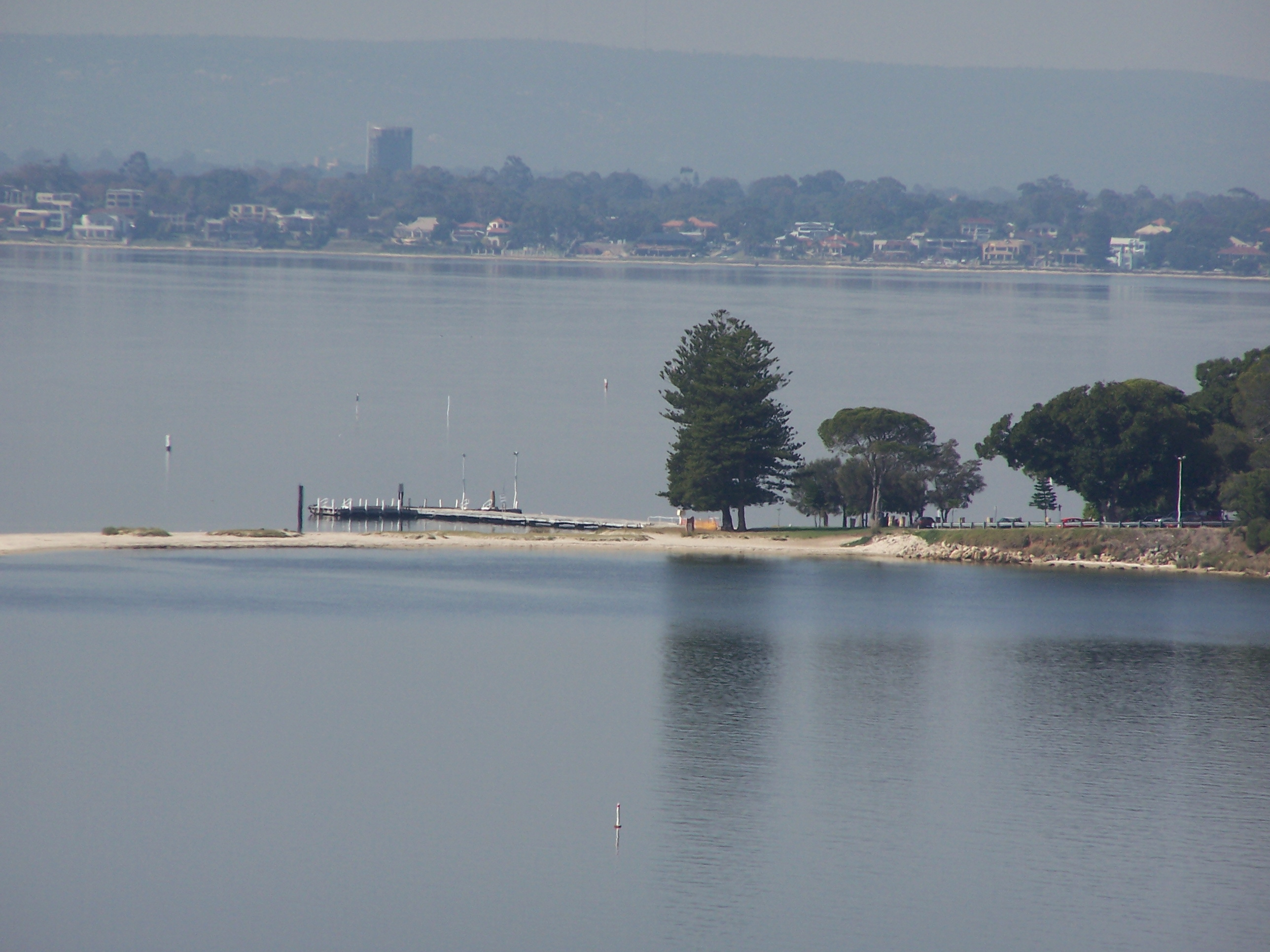
Point Walter a folyó túlpartjáról, Mosman Parkból

Point Walter a nyugat-ausztráliai Swan-folyó egyik nevezetes parti szakasza Perth-ben. A folyó déli partján található, a Melville Water nevű folyószakasz nyugati határa. Point Walter Bicton városrészhez tartozik, a folyó túlpartján Mosman Park, Peppermint Grove és Dalkeith városrészek találhatók.
Point Walter nevezetessége a folyóba 1 km mélyen benyúló homokpad, melynek egyes részeit gyakran elönti a víz.
Maga a hely több emlékműnek és kulturális eseménynek ad otthont, például ezen a partszakaszon háborús emléksétányt alakítottak ki, illetve Melville City önkormányzata ingyenes koncerteket szervez itt a fiataloknak.
Point Walter nevét 1827-ben Sir James Stirling adta kedvenc bátyja, Walter Stirling tiszteletére.

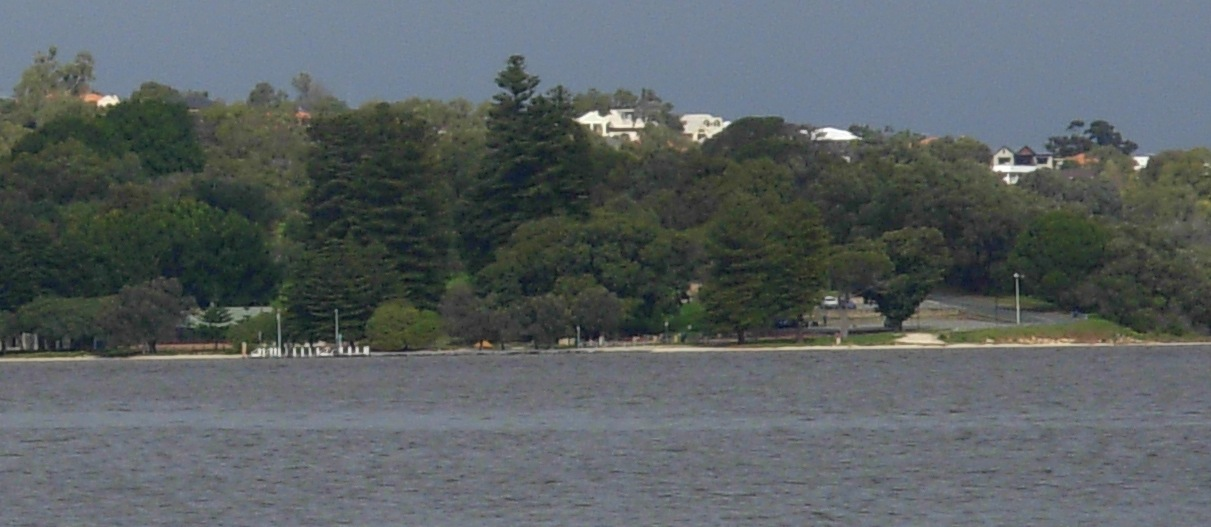
Point Walter a claremont-i Freshwater Bayből

## Fordítás
Ez a szócikk részben vagy egészben  a   Point Walter című angol Wikipédia-szócikk ezen változatának fordításán alapul.  Az eredeti cikk szerkesztőit annak laptörténete sorolja fel. Ez a jelzés csupán a megfogalmazás eredetét és a szerzői jogokat jelzi, nem szolgál a cikkben szereplő információk forrásmegjelöléseként.